# Lluis Comas Fabregó
Lluis Comas Fabregó, nacido en Santa Eugenia de Berga, Barcelona, el 22 de junio de 1971 es un Gran Maestro Internacional de ajedrez español.
Es el número 19 de España, en la lista de julio de 2009 de la FIDE, con un ELO de 2519.

## Resultados
En 1983 y 1984 obtuvo 2 títulos en el Campeonato de Cataluña infantil, asimismo en 1984, fue Campeón del mundo infantil.
En 1988 y 1990, logró una vez más 2 títulos en el Campeonato de España en categoría juvenil. Siendo subcampeón en 1991.
En 1993 ganó su único título del Campeonato de España de ajedrez, superando al jugador Jordi Magem. Resultando subcampeón en la edición de 2001, por detrás de Miguel Illescas.

## Competiciones por equipos
Participó representando a España en cuatro Olimpíadas de ajedrez en los años 1990 en Novi Sad, 1994 en Moscú, 1998 en Elistá y 2000 en Estambul, en un Campeonato de Europa de ajedrez por equipos del año 1999 en Batumi.

## Libros Publicados
Ha escrito el libro Mentiras arriesgadas en ajedrez, editorial esfera editorial, ISBN 99920-906-1-8, año 2005.